# Scoot
Scoot Pte Ltd. commercializzata con il marchio Scoot, è una compagnia aerea a basso costo con base a Singapore nata nel 2011 e controllata da Singapore Airlines. Opera con voli di linea verso 73 destinazioni in 18 paesi. In qualità di sussidiaria low-cost di Singapore Airlines, serve le destinazioni a medio e lungo raggio nella rete del Gruppo Singapore Airlines. La sede della compagnia aerea si trova al Terminal 1 dell'Aeroporto di Singapore-Changi.
Il 25 luglio 2017, Tigerair è stata ufficialmente incorporata in Scoot utilizzando il certificato di operatore aereo (COA) di Tigerair ma mantenendo il marchio "Scoot". Nel 2020 Scoot ha trasportato 10,45 milioni di passeggeri. A gennaio 2021, a causa della pandemia di COVID-19, le destinazioni sono state momentaneamente ridotte a 16. Il 29 settembre 2022, Scoot ha vinto il premio Best Low-Cost Carrier per l'area Asia-Pacifico assegnato da TTG.

## Storia
A maggio 2011 Singapore Airlines ha comunicato l'intenzione di creare una compagnia aerea a basso costo per il mercato a lungo raggio con l'obiettivo di vendere i biglietti ad un prezzo inferiore di circa il 40% rispetto alle compagnie tradizionali. Un mese dopo è stata confermata la creazione della compagnia, con Campbell Wilson come CEO. Il 1º novembre 2011 è stata ufficialmente fondata Scoot, data nel quale è stato anche comunicato il nome e lanciato il sito internet.
L'11 gennaio 2012 sono state svelate le uniformi degli assistenti di volo disegnate da ESTA, di un giallo acceso, in linea con il logo di Scoot, e nere.

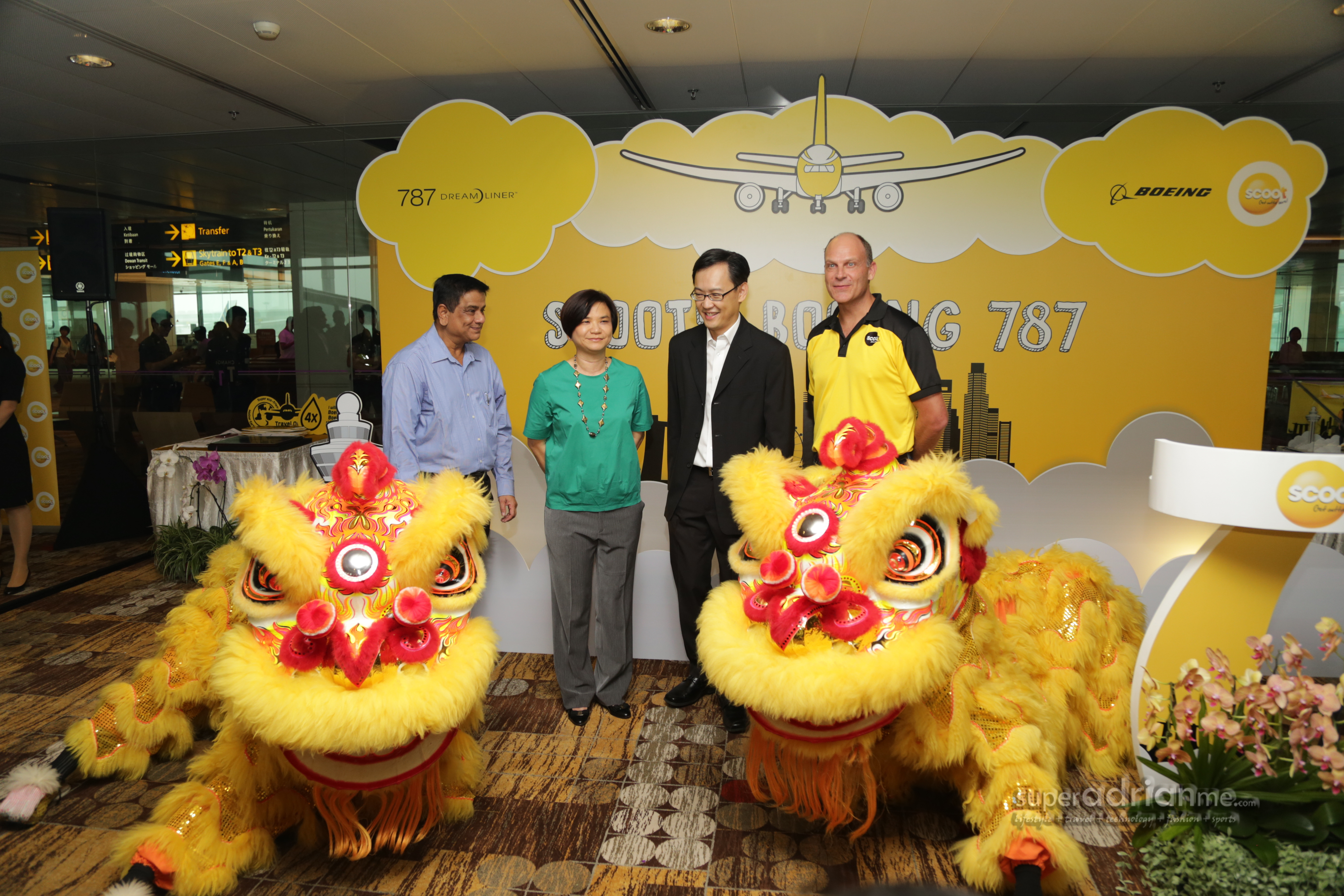
Evento di benvenuto per il primo Boeing 787-9 all'Aeroporto di Singapore-Changi.

A maggio 2012, Scoot ha ricevuto il suo primo aereo, un Boeing 777-200ER proveniente dalla flotta di Singapore Airlines. L'aereo era in livrea Scoot, in colori bianco e giallo, e portava la scritta flyscoot.com. Scoot ha annunciato anche che il codice vettore IATA sarebbe stato TR invece che TZ come precedentemente annunciato.
Il 4 giugno 2012, la compagnia ha effettuato il suo primo volo di linea dall'aeroporto di Singapore-Changi all'aeroporto di Sydney; 8 giorni dopo ha iniziato a volare anche verso Gold Coast. Il 24 ottobre 2012, Singapore Airlines ha annunciato che avrebbe trasferito i 20 Boeing 787-9 Dreamliner che aveva ordinato a Scoot, con lo scopo di sostituire la flotta di Boeing 777-200ER e di aiutarla con la sua continua espansione e crescita futura. Il 26 ottobre, Scoot ha stretto un accordo di code-share con Tiger Airways Singapore. A novembre dello stesso anno, la compagnia è stata costretta a cancellare 20 voli verso le città cinesi di Qingdao e Shenyang a causa di problemi burocratici.
Il 21 marzo 2013, Scoot ha annunciato l'avvio di un collegamento trisettimanale tra Singapore, Taipei e Seul a partire dal 12 giugno successivo. La rotta ha offerto il primo collegamento low-cost da Seoul a Singapore e, come parte della campagna di lancio, Scoot ha lasciato decidere ai propri clienti le tariffe di lancio attraverso una campagna sui social media.
Il 16 dicembre 2014 è stata annunciata la joint-venture di Scoot con Nok Air (low-cost consociata a Thai Airways) per formare NokScoot, a sua volta una linea low-cost regionale con hub l'aeroporto Internazionale di Bangkok-Don Mueang. La nuova compagnia sarebbe stata controllata da Nok Air con il 51% della quote, e il restante 49% a Scoot. NokScoot ha iniziato le operazioni nel 2014 ed è stata poi chiusa nel maggio 2020 a seguito delle misure prese per fronteggiare la pandemia di COVID-19.

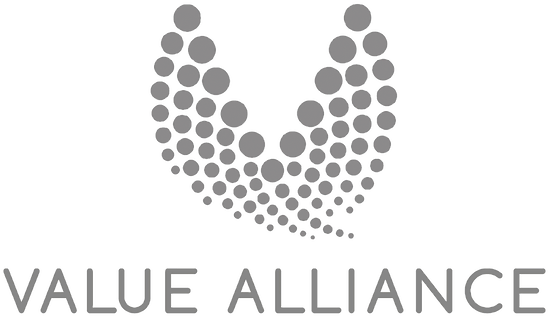
Logo di Value Alliance.

Il 2 febbraio 2015, Scoot ha preso in consegna il primo di 10 Boeing 787-9 Dreamliner. L'aereo è entrato in servizio il 5 febbraio ed è stato schierato sulla rotta Singapore - Perth. Mentre Scoot continuava a prendere in consegna i Boeing 787, la compagnia ha iniziato gradualmente ad eliminare tutti e sei i suoi vecchi Boeing 777 acquistati da Singapore Airlines.
Il 16 maggio 2016, Scoot è entrata a far parte della più grande alleanza di vettori low cost al mondo, la Value Alliance. Il 18 maggio 2016, Singapore Airlines ha costituito la Budget Aviation Holdings, una holding per possedere e gestire le sue compagnie aeree a basso costo Scoot e Tiger Airways in seguito alla cancellazione dalla borsa di Singapore di Tigerair. Il 4 novembre 2016, Singapore Airlines ha annunciato che Tigerair si sarebbe fusa con Scoot. Il 25 luglio 2017, Tigerair è stata ufficialmente accorpata in Scoot, utilizzando il COA di Tigerair, ma mantenendo il marchio "Scoot".
A causa delle restrizioni di viaggio per il COVID-19, Scoot ha volato in due città ad aprile e maggio 2020: Hong Kong e Perth. Nel giugno 2020, Scoot ha annunciato che entrambe le rotte verso l'Europa sarebbero state cancellate, con Atene e Berlino che non sarebbero riprese almeno fino all'estate 2021. Il 24 agosto 2020, Scoot ha annunciato che uno dei suoi Airbus A320 era stato temporaneamente convertito al trasporto merci.

## Identità aziendale

### Quartier generale
La sede della compagnia aerea è stata fino al 2019 al Terminal 3 dell'aeroporto di Singapore-Changi. Dal settembre di quell'anno opera dal Terminal 1, dove si è trasferita il 22 ottobre 2019.

### Brand
Gli aerei sono dipinti con una livrea giallo-bianca. L'11 gennaio 2012, Scoot ha svelato la sua nuova uniforme per l'equipaggio di cabina con un tema nero e giallo, disegnata da ESTA. In seguito alla fusione con Tigerair, è stata svelata una nuova uniforme con tessuto più spesso.

### NokScoot
NokScoot era una compagnia aerea a basso costo a lungo raggio con sede a Bangkok, fondata nel 2015 ed era una joint venture delle thailandesi Nok Air e Scoot, con quest'ultima che deteneva una quota del 49%. La compagnia aerea operava dall'aeroporto Internazionale Don Mueang di Bangkok. NokScoot è entrata in liquidazione il 26 giugno 2020 a causa della pandemia di COVID-19.

## Servizi

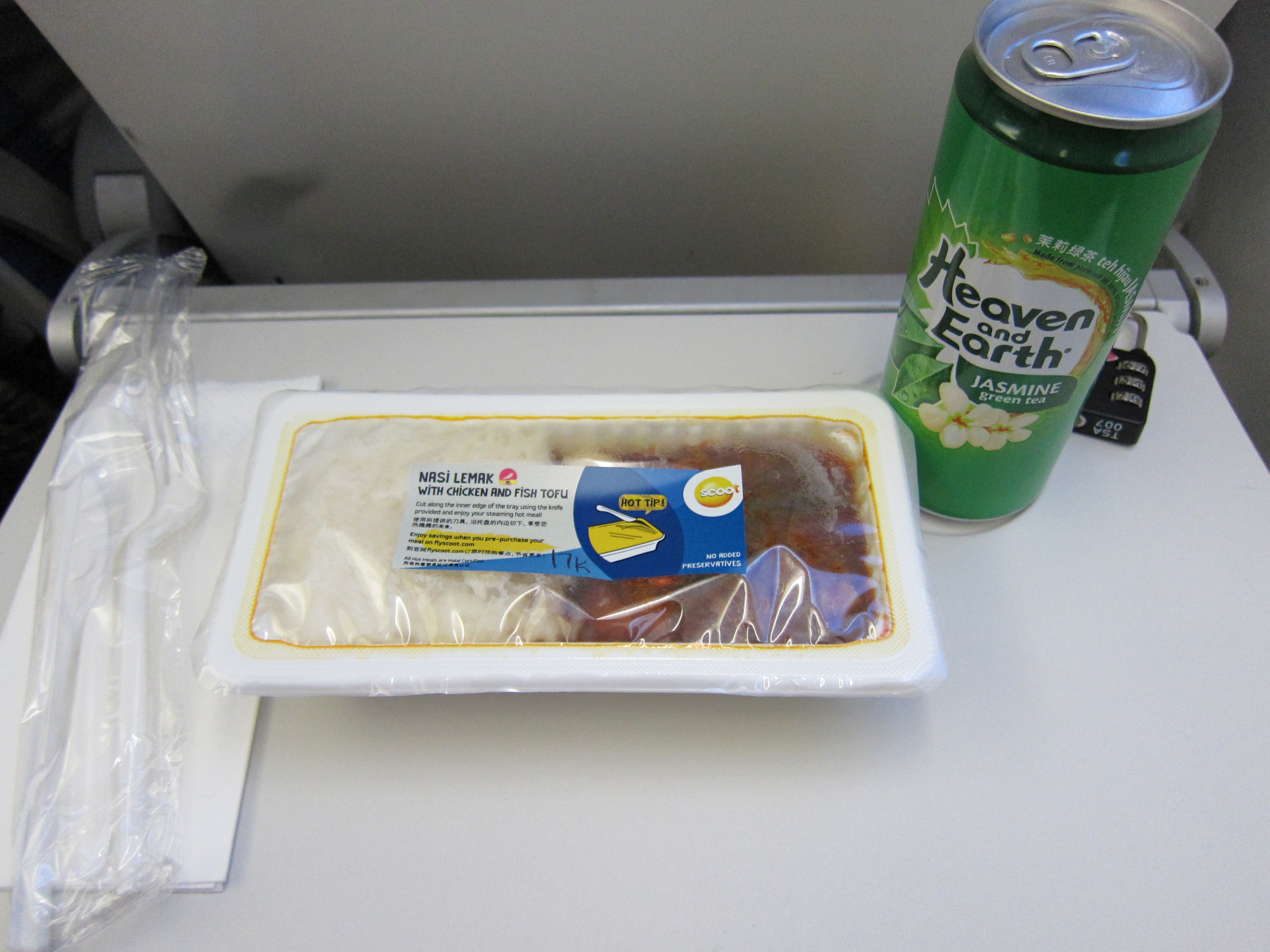
Nasi lemak servito a bordo.

### Intrattenimento in volo
Scoot offre su tutti i Boeing 787 la connettività Wi-Fi. È possibile infatti acquistare un pacchetto dati direttamente a bordo per usufruire della connessione. Tutti i passeggeri che acquistano un biglietto in ScootPlus ricevono 30 MB di dati gratuiti.
ScootHub, disponibile dal 15 gennaio 2021, è il nuovo portale di Scoot disponibile in volo direttamente sul proprio device. Sul nuovo portale è possibile ordinare pasti e bevande, acquistare prodotti dal duty free e accedere a giochi gratuiti.

### Pasti a bordo
Scoot offre a bordo due tipi di menù: Hot Meals e Light Meals. Il menù "Hot Meals" comprende una scelta di pietanze asiatiche tra cui il pollo biryani e il nasi lemak. Il menù "Light Meals" comprende invece un'unica scelta, ovvero il Mystery Snack Pack, che contiene al suo interno snack e bevande.

### Programma fedeltà
I clienti di Scoot godono dello stesso programma frequent flyer di Singapore Airlines, KrisFlyer, che consente ai clienti di accumulare miglia per riscattare vari premi a scelta. Inoltre dal 1º gennaio 2021, è possibile accumulare miglia Elite anche sui voli Scoot.

## Cabina

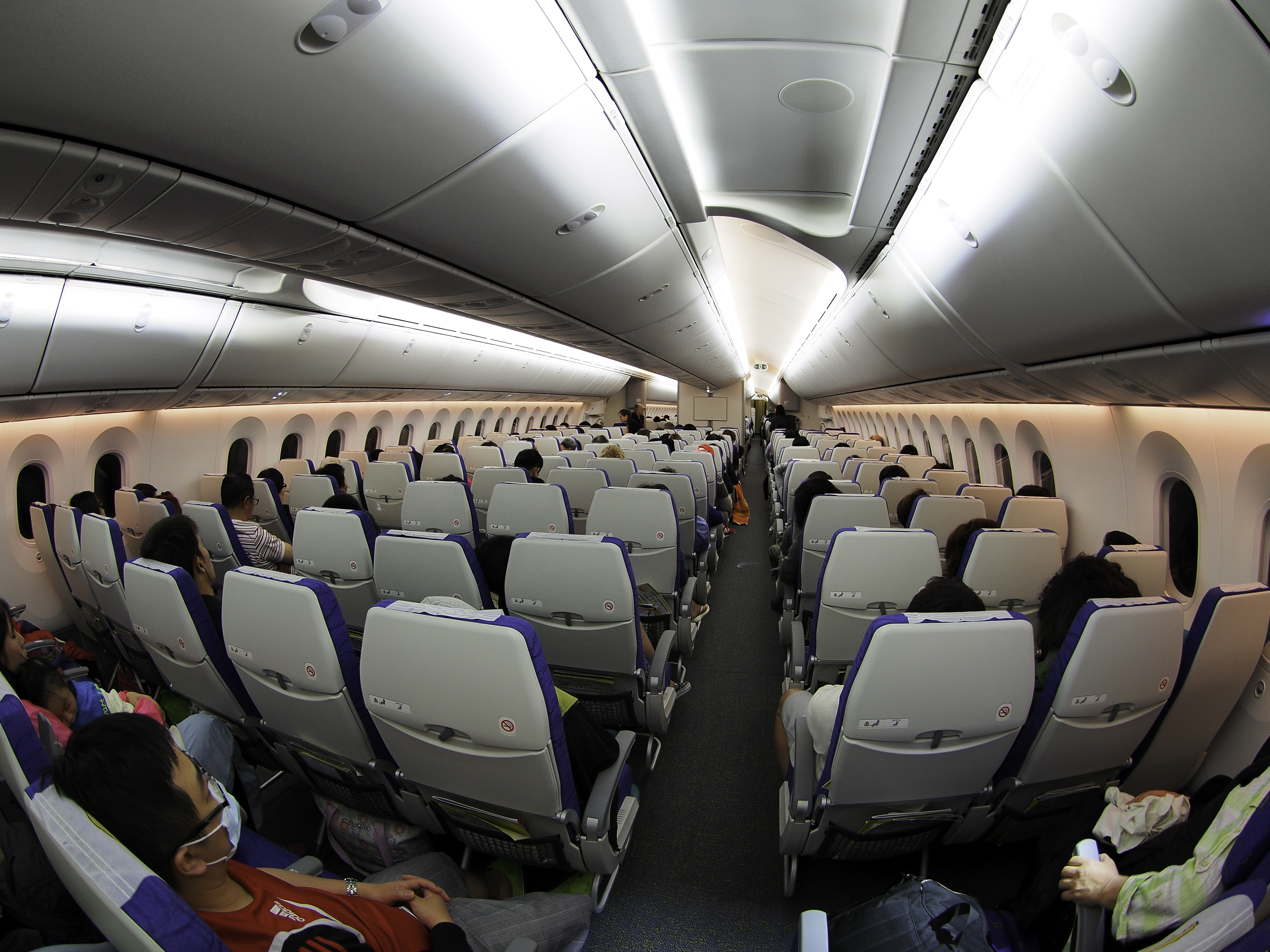
L'Economy Class di Scoot a bordo di un Boeing 787-9.

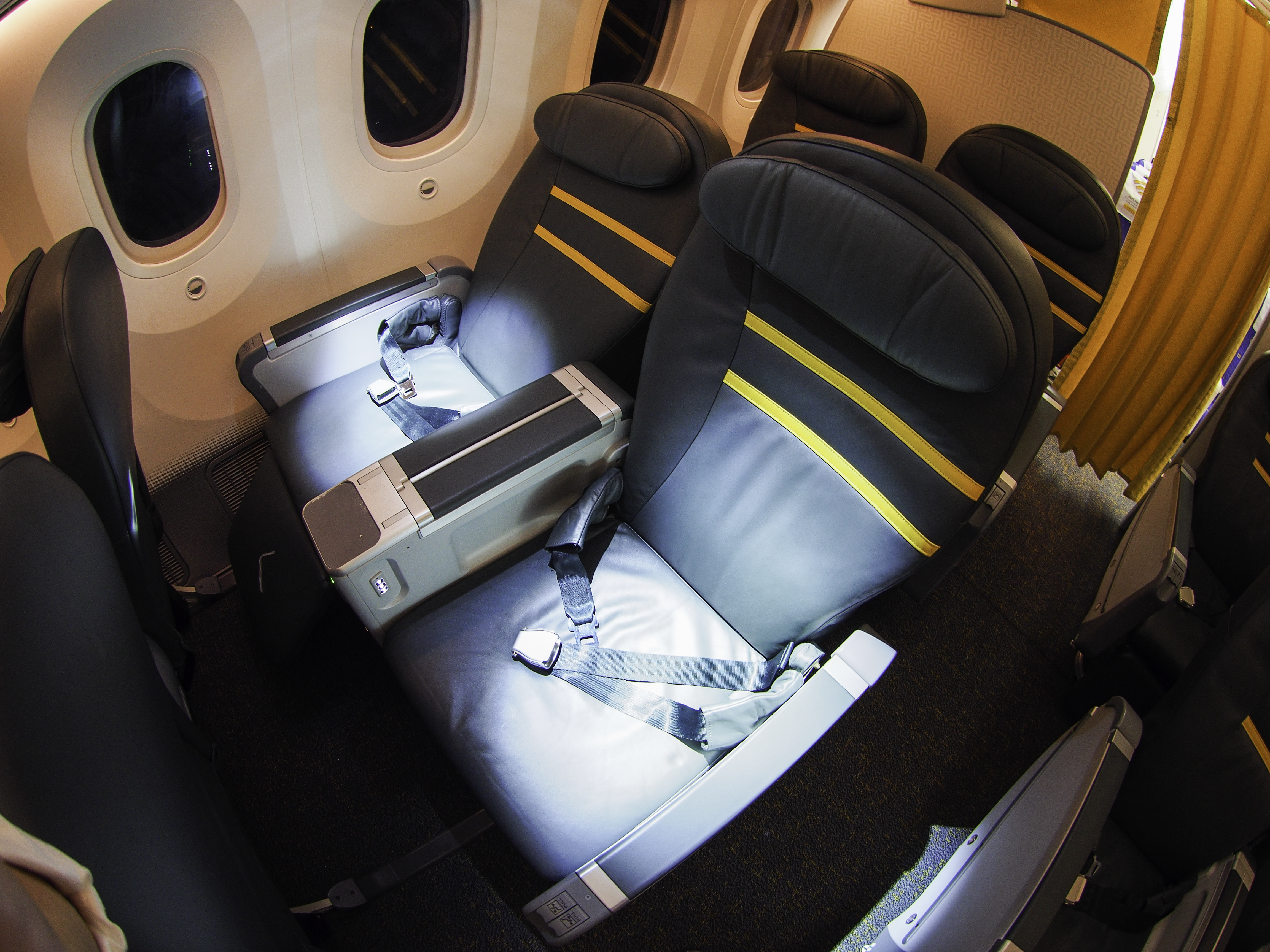
La ScootPlus di Scoot a bordo del Boeing 787-9.

Gli aerei della Scoot operano con una configurazione di cabina a 2 classi: ScootPlus ed Economy Class.

### ScootPlus
La ScootPlus, presente solo sui Boeing 787, è disposta in configurazione 2-3-2. I sedili rivestiti in pelle nera sono dotati di poggiatesta e poggiagambe completamente regolabili. Ogni sedile misura 56 cm di larghezza ed è reclinabile fino a 15 cm, inoltre i passeggeri dispongono di uno spazio di 96 cm per le gambe. Tutti i sedili sono dotati di prese USB.

### Economy Class
L'Economy Class è disposta in configurazione 3-3 sugli Airbus A320 e 3-3-3 sui Boeing 787. I sedili standard sono in semplice tessuto blu scuro e misurano 46 cm di larghezza, con uno spazio di 79 cm per le gambe. I sedili Super Seat, disponibili sui Boeing 787, hanno la stessa larghezza dei sedili standard ma con uno spazio per le gambe di 87 cm. I sedili Stretch, disponibili sugli Airbus A320 e sui Boeing 787, sono uguali ai Super Seat e completamente regolabili.

### Scoot-in-silence
Scoot-in-silence è la zona della cabina che comprende i posti situati nella parte anteriore dei Boeing 787. Questi posti sono più silenziosi (no bambini under 12), e i sedili sono dotati di poggiatesta regolabile. Inoltre i posti in questa zona dell'aereo costano leggermente di più rispetto ai posti in Economy.

## Destinazioni
Al 2022, Scoot serve 73 destinazioni in 18 paesi tra Asia, Australia ed Europa.

### Accordi commerciali
Al 2022, Scoot ha siglato accordi commerciali con le seguenti compagnie aeree:
- Aegean Airlines
- Cebu Pacific
- Jeju Air
- Nok Air
- Olympic Air
- Singapore Airlines
- Virgin Australia

## Flotta

### Flotta attuale

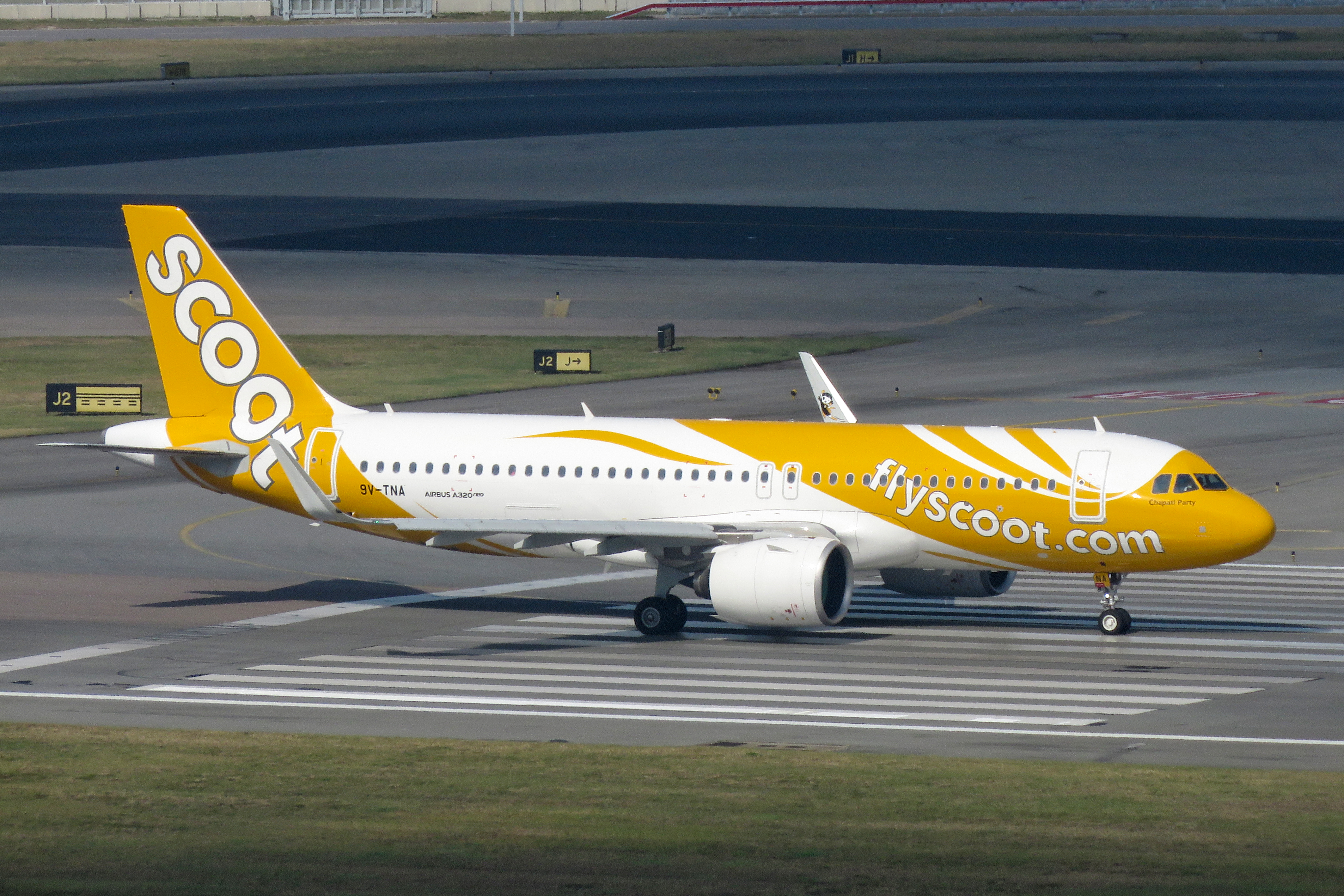
Un Airbus A320neo.

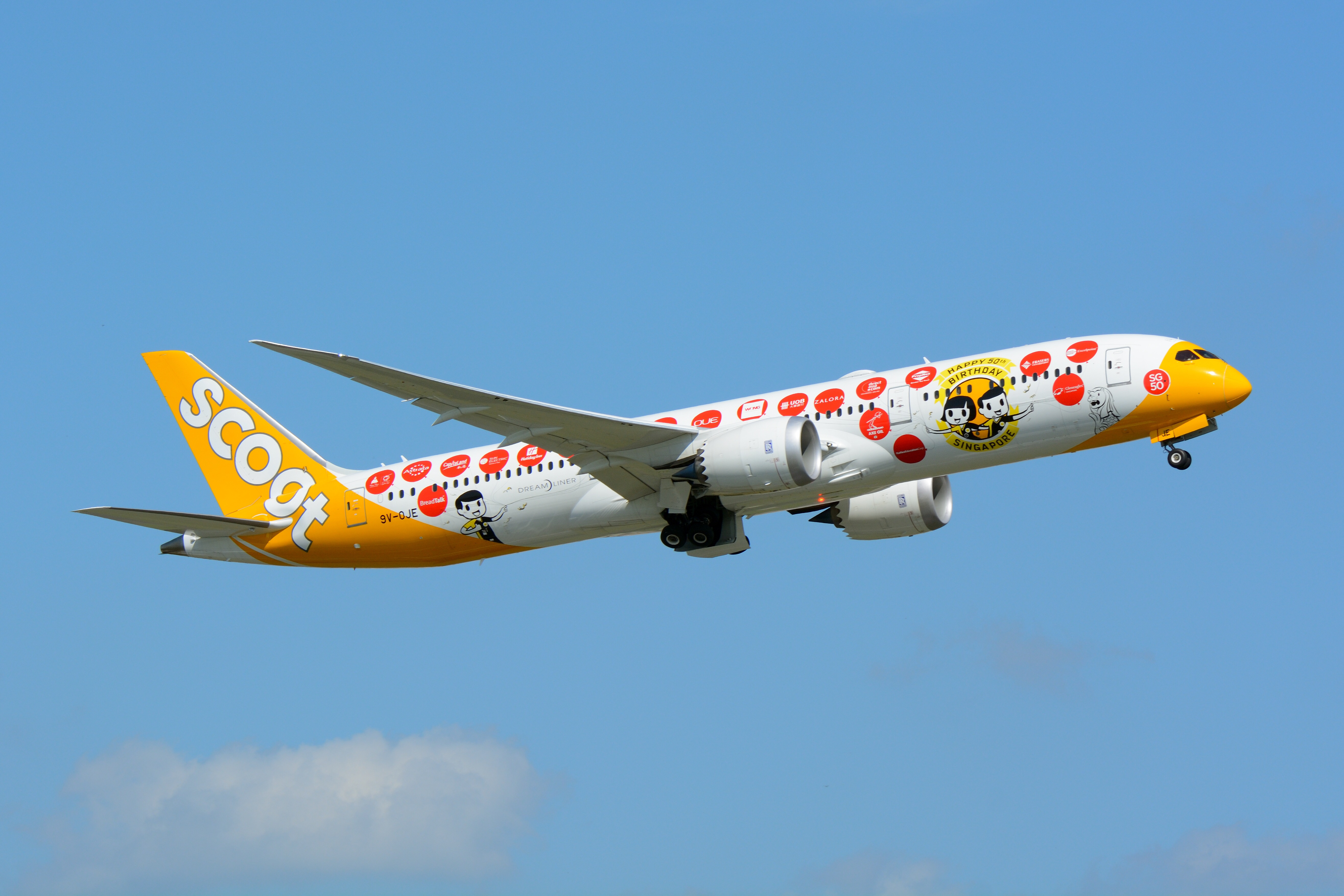
Un Boeing 787-9 in livrea Happy 50th Birthday Singapore.

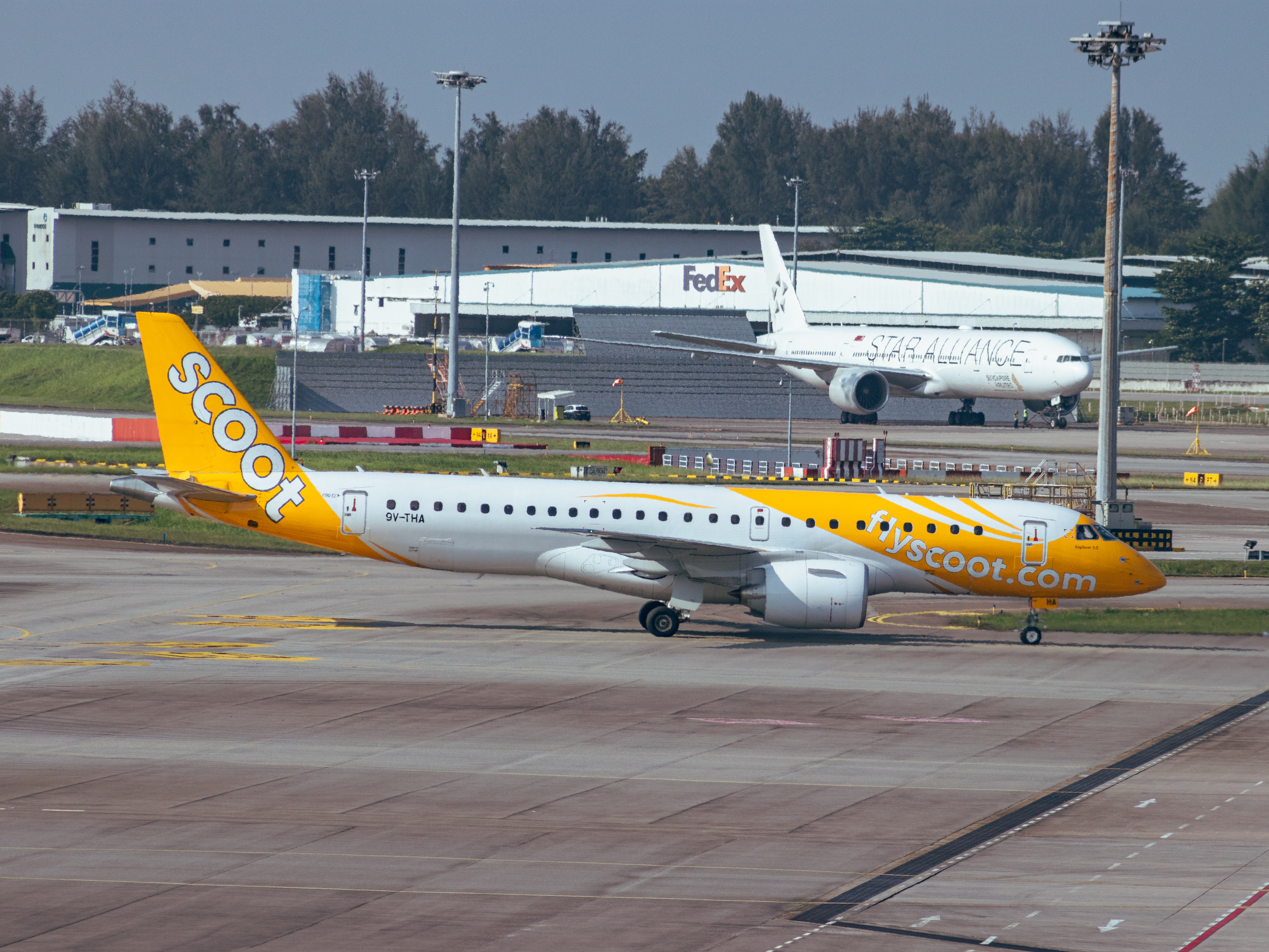
Un Embraer E190-E2.

A settembre 2024 la flotta di Scoot è così composta:

### Flotta storica
Scoot operava in precedenza con i seguenti aeromobili: